# Хрвоев миссал
Хрвоев миссал (сербохорв. Hrvojev misal) — средневековый миссал, созданный в 1404 году в Сплите для боснийского властелина Хрвое Вукчич Хорватинич каллиграфом Бутко.

## История
Хрвоев миссал был написан в 1404 года в Сплите  по заказу Герцога города Хрвое Вукчича Хорватинича, он был изготовлен глаголическим священником и каллиграфом Бутко для церкви Святого Михаила в Сплите, о чем свидетельствует большая миниатюра этого святого, тем не менее миниатюрист остался неизвестным.
Долгое время миссал считался утерянным, тем не менее о его существовании писали такие знаменитые лингвисты XIX века как Игнатий Викентич, Лайош Таллоци и Франц Викхоф. Книга была обнаружена в 1963 году сербским историком Марой Харисиджадис в Топкапы, куда она попала во время османских войн и хранится по сей день. Книга имеет огромное значение для хорватской и боснийской истории.

## Описание
Ранее хрвоев миссал был переплетён в обложку из драгоценных камней, однако в настоящее время остался лишь кожаный переплет. Миссал Хрвое считается одной из самых красивых хорватских глаголических книг, который содержит 247 листов (размером 306 х 225 мм), включая 96 миниатюр, 380 инициалов и еще много других. Некоторые детали сделаны из золота. Он написан в две колонки на 488 страниц (22,5x31 см), а также содержит нотные записи. Некоторые инициалы содержат архитектурные элементы далматинского города Сплит. Особая ценность хрвоева миссала заключается в сочетании восточных и западных принципов с точки зрения композиции и содержания, что делает его действительно роскошным произведением и обеспечивает ему место в региональной и трансрегиональной истории искусства.